# Lunan (köpinghuvudort i Kina, Liaoning Sheng, lat 40,69, long 122,30)
Lunan är en köpinghuvudort i Kina. Den ligger i provinsen Liaoning, i den nordöstra delen av landet, omkring 150 kilometer sydväst om provinshuvudstaden Shenyang. Antalet invånare är 49 367. Befolkningen består av 23 611 kvinnor och 25 756 män. Barn under 15 år utgör 10,0 %, vuxna 15-64 år 81 %, och äldre över 65 år 8,0 %.
Runt Lunan är det mycket tätbefolkat, med 1 135 invånare per kvadratkilometer. Närmaste större samhälle är Yingkou, 6,6 km väster om Lunan. Trakten runt Lunan består till största delen av jordbruksmark.
Genomsnittlig årsnederbörd är 870 millimeter. Den regnigaste månaden är juli, med i genomsnitt 212 mm nederbörd, och den torraste är januari, med 8 mm nederbörd.